# Funkcja jednorodna
Funkcja jednorodna – funkcja o multiplikatywnym zachowaniu skalującym: jeżeli argument został pomnożony przez pewien współczynnik, to wynik zostanie pomnożony przez pewną potęgę tego współczynnika. Własności funkcji jednorodnych stopnia {\displaystyle n} używa się do rozwiązywania jednorodnych równań różniczkowych zwyczajnych. Pojęcie funkcji jednorodnej uogólnia się bez zmian na moduły nad pierścieniami, w tym grupy abelowe (czyli moduły nad pierścieniem liczb całkowitych).

## Definicja
Niech {\displaystyle X,Y} będą przestrzeniami liniowymi nad ciałem {\displaystyle K.} Funkcja {\displaystyle f\colon X\to Y} nazwana zostanie jednorodną (stopnia 1), jeżeli dla dowolnych {\displaystyle a\in K} oraz {\displaystyle \mathbf {x} \in X} zachodzi
{\displaystyle f(a\mathbf {x} )=af(\mathbf {x} ).}
Jeżeli dla {\displaystyle a>0} oraz {\displaystyle n\in \mathbb {N} } zachodzi wzór
{\displaystyle f(a\mathbf {x} )=a^{n}f(\mathbf {x} ),}
to funkcję {\displaystyle f} nazywa się jednorodną stopnia {\displaystyle n}.
Jeśli funkcja {\displaystyle f} spełnia dla każdego {\displaystyle \mathbf {x} \in X} oraz {\displaystyle a\in K,} gdzie {\displaystyle K} jest ciałem uporządkowanym, warunek
{\displaystyle f(a\mathbf {x} )=|a|f(\mathbf {x} ),}
to nazywa się ją dodatnio jednorodną.

## Przykłady
- Przykładem funkcji jednorodnej jest dowolne przekształcenie liniowe (wprost z definicji), np. {\displaystyle f(\mathbf {x} )=3\mathbf {x} ,} ponieważ {\displaystyle f(a\mathbf {x} )=3(a\mathbf {x} )=a(3\mathbf {x} )=af(\mathbf {x} ).}
- Traktując wyznacznik {\displaystyle \det \nolimits _{n}} jako funkcję macierzy kwadratowych ustalonego stopnia {\displaystyle n} otrzymuje się {\displaystyle \det \nolimits _{n}(a\mathbf {A} )=a^{n}\det \nolimits _{n}(\mathbf {A} ),} gdzie {\displaystyle \mathbf {A} } jest dowolną macierzą kwadratową stopnia {\displaystyle n}[a].
- Dla dowolnej normy {\displaystyle \|{\cdot }\|,} (a nawet półnormy) wprost z definicji zachodzi tożsamość {\displaystyle \|a\mathbf {x} \|=|a|\,\|\mathbf {x} \|.}